# 9110 Choukai
9110 Choukai eller 1997 AM19 är en asteroid i huvudbältet som upptäcktes den 13 januari 1997 av den japanske amatörastronomen Tomimaru Okuni vid Nanyō-observatoriet. Den är uppkallad efter vulkanen Chokai i Japan.